# Rowntree's
Rowntree's è un marchio dolciario britannico ed ex azienda di York, in Inghilterra. 

## Storia
Fondata nel 1862 dal filantropo quacchero Henry Isaac Rowntree, la Rowntree's divenne uno dei massimi produttori di dolciumi del Regno Unito assieme alla Cadbury e la Fry, anch'esse fondate da quaccheri.
La Rowntree's sviluppò i marchi Kit Kat (introdotto nel 1935), Aero (introdotto nel 1935), Fruit Pastilles (introdotto nel 1881), Smarties (introdotto nel 1937) e i marchi Rolo e Quality Street quando si fuse con la Mackintosh nel 1969 per formare la Rowntree Mackintosh. Nel 1962 la Rowntree's ha anche lanciato gli After Eight, dei sottili cioccolatini alla menta. Le barrette Yorkie e Lion vennero introdotte nel 1976. La Rowntree's ideò anche la selection box, una confezione contenente dolcetti assortiti che viene venduta durante le festività natalizie britanniche e irlandesi.
Nel 1981 la Rowntree's ricevette il Queen’s Award for Enterprise per i suoi contributi in ambito commerciale. Nel 1988 quando l'azienda fu acquisita dalla Nestlé, era il quarto produttore di dolciumi al mondo. Il marchio Rowntree's continua ad essere utilizzato per commercializzare le marche di caramelle alla gelatina di Nestlé, come le Fruit Gums e le Fruit Pastilles. La Rowntree's cessò di esistere come entità societaria nel 1991, quando divenne la Nestlé UK.